# イングラムM10
イングラムM10（英: Ingram Model 10）は、アメリカ合衆国で設計された短機関銃である。MAC-10とも呼ばれる。小型であるためマシンピストルに分類されることもある。

## 概要

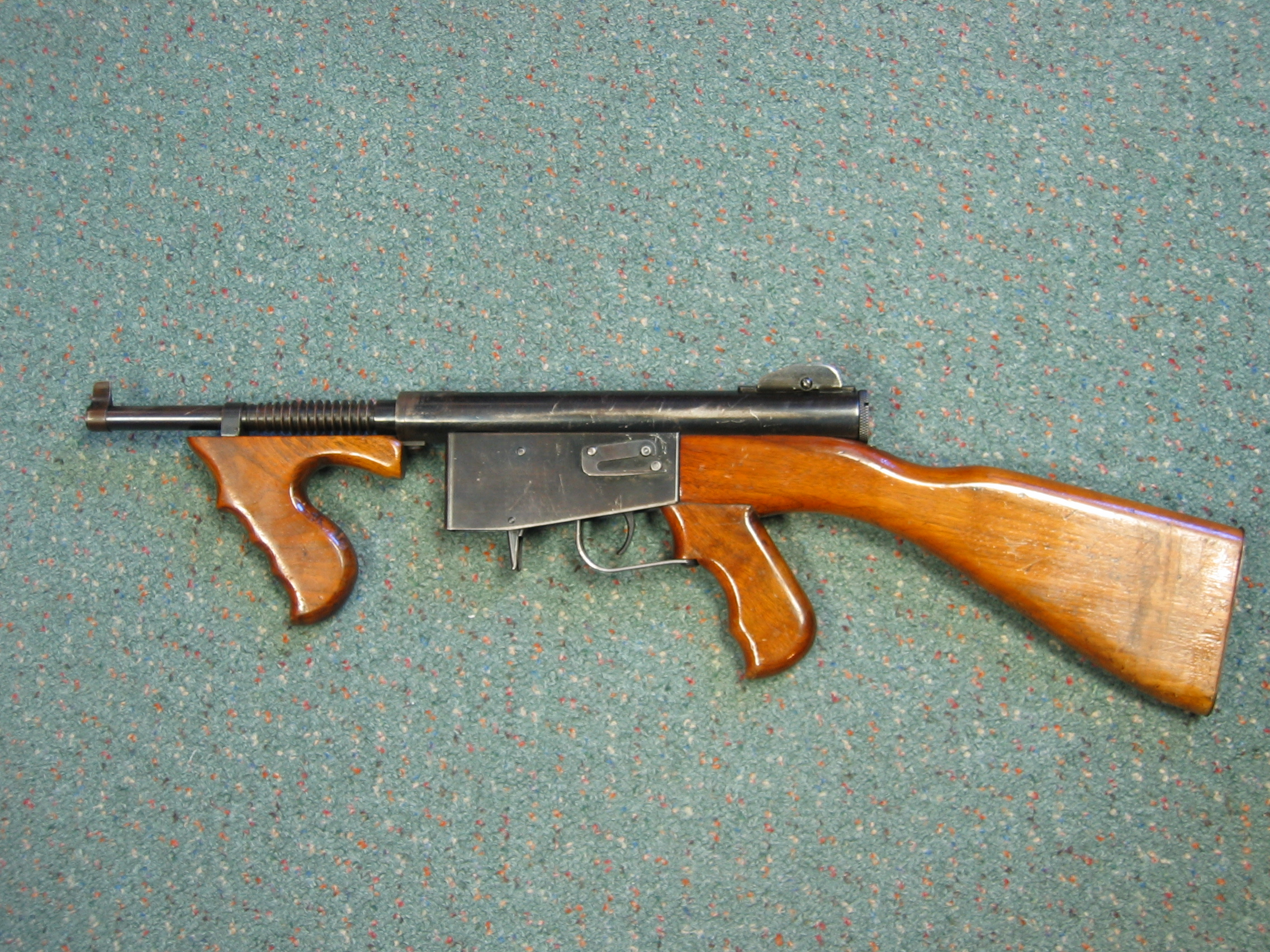
イングラムM6

第二次世界大戦後、ゴードン・イングラムが銃器設計者として最初に手がけた短機関銃はM5と呼ばれるモデルだった。この名称は当時アメリカ陸軍で制式採用されていたM3短機関銃および将来採用されるであろうM4短機関銃に次ぐ製品という意味合いで選ばれたものであり、M1からM4までのモデルは存在しない。その後、M5の設計を引き継いだM6短機関銃を発表する。続くM7からM9もM6を発展させた設計だった。
1964年、イングラムはアーキアーガ・アームズ社（Erquiaga Arms Company）在籍中にM10と名付けた新型短機関銃の設計を行った。M9までのモデルとは一線を画す単純さを重視した設計で、いわゆる第三世界での販売を想定したモデルだった。最初期の試作モデルはフルオート射撃のみ可能な9x19mmパラベラム弾仕様で、イギリス製ステン短機関銃と弾倉の互換性があった。しかし、この時点では注文もなく追加生産も行われなかった。1969年、イングラムはアメリカ政府向けの官給用サプレッサーの設計・製造を手掛けるSIONICS社に移る。同社のオーナーだったミッチェル・ウェーベル三世は元OSSエージェントで、彼は小型軽量なM10にサプレッサーを取り付ければ理想的な特殊作戦用短機関銃になりうると考えた。こうしてM10の設計には改良が加えられ、サプレッサーを取り付けた.45ACP弾仕様のモデルが特殊作戦用短機関銃としてベトナムの前線で試験運用された。後に.380ACP弾を亜音速化した消音効果の高い銃弾が開発され、これを用いる小型モデルとしてM11が設計された。1970年にはイングラムとウェーベルが共同創業者となりミリタリー・アーマーメント・コーポレーション社（MAC）が設立されている。MAC-10の名はこの時の社名に由来する。
1974年、映画『マックQ』の劇中でジョン・ウェインがサプレッサー付きのM10を使用した。アメリカにおいては、この映画によってM10の存在が広く認知されることとなった。
1975年にMAC社が倒産すると、競売に掛けられたMAC社の資産を購入した元従業員らによってRPB インダストリーズ社（RPB Industries Inc.）が設立され、M10の販売および生産はここで続けられた。しかし、1982年にはRPB社も倒産する。1983年、SWD社（SWD Inc.）がM10に関する一連の権利を購入した。1986年には旧MAC社の技師だったジェームズ・レザーウッド（James M. Leatherwood）がM10の製造権を購入して再びMACの名を冠したメーカーを立ち上げたものの、1980年代後半に倒産し、残されていた部品などはSWD社によって再購入されている。その他にもバルカン・アーマメント（Vulcan Armament）やコブライ・カンパニーなど、いくつかの企業で現在までコピー生産やクローン設計が行われている。

## 特徴
作動方式はオープンボルト、シンプルブローバック方式であり、角柱状のL型ボルトを採用したため小型軽量となっている。
多くの部品はスチール板をプレス加工して成形されており、加工の容易な形状もあって非常に生産性に優れている。また、構造が単純な事もあり、作動不良の発生し難い頑丈なデザインとなっている。
レシーバーの左側面に回転式セレクタースイッチがあり、セミオートとフルオートの切り替えが可能である。安全装置はスライド式のスイッチがトリガー前方にあり、手前にスライドさせることで安全装置が働き、シアーとトリガーが固定されるほか、ボルト閉鎖状態でコッキングハンドルを90度回転させることにより、ボルトを固定することもできる。また、サプレッサーを装着することを前提としているため、銃身先端の外周にはネジが切られている。
フルオート射撃の発射速度は非常に高く、32連装弾倉を1.5秒ほどで撃ちつくしてしまうため、その操作にはある程度の習熟が必要だが、同一標的に大量の弾丸を撃ち込めるため高い殺傷力を持つ。登場した当時は理想的な近接戦闘武器と考えられていた。
.45ACP弾モデルの弾倉はM3短機関銃のものと互換性がある。試作段階ではM3短機関銃の弾倉に一定の加工を施す必要があったが、製品化された際には無加工で使用できるように改良された。M10A1として知られる再設計されたモデルでは、専用のアダプタを取り付けることで.45口径から9mm口径へ使用弾を変更することができる。
|          | 9mm機関けん銃   | PP-2000         | CBJ-MS          | M10                            | ミニ UZI        | TMP                      |
| -------- | --------------- | --------------- | --------------- | ------------------------------ | --------------- | ------------------------ |
| 画像     |                 |                 |                 |                                |                 |                          |
| 使用弾薬 | 9mmパラベラム弾 | 9mmパラベラム弾 | 9mmパラベラム弾 | 9mmパラベラム弾 .45ACP弾       | 9mmパラベラム弾 | 9mmパラベラム弾 .45ACP弾 |
| 装弾数   | 25発            | 20/44発         | 20・30発・100発 | 32発（9mm）・30発・40発（.45） | 20発            | 15・30発                 |
| 銃身長   | 120 mm          | 182 mm          | 200 mm          | 146 mm                         | 197 mm          | 130 mm                   |
| 全長     | 339 mm          | 340 mm/555 mm   | 363 mm/565 mm   | 296 mm/548 mm                  | 360 mm/600 mm   | 282 mm                   |
| 重量     | 2.8 kg          | 1.5 kg          | 2.8 kg          | 2.85 kg                        | 2.7 kg          | 1.3 kg                   |
| 発射速度 | 1,185発/分      | 600–800発/分    | 700発/分        | 1,090発/分                     | 950発/分        | 850–900発/分             |

## 運用
イングラムM10は、ベトナム戦争初期の1964年に開発された。そのため、アメリカ軍が同銃に興味を示し、特殊部隊用の火器としてテストを行った後、SIONICS社製のサプレッサーを装着、米軍特殊部隊が使用した。
当時はこのクラスの大きさを持つサブマシンガンが他に存在しなかったため、アメリカ警察の特殊部隊であるSWATなどでの使用例もある。
西側諸国の軍においても特殊作戦用に装備されたが、精密な射撃が行えないため誤射が発生している。現在では命中精度に優れるH&K MP5がその役割を担っているため、本銃はこうした用途では使用されない。

## バリエーション

### イングラムM11

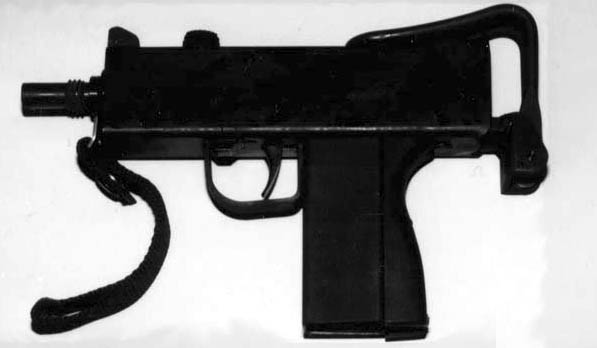
イングラムM11

1969年、SIONICS社で設計されたM10の小型モデル。設計後すぐに社名がMACに変更されたため、M10と同様にMAC-11とも呼ばれ、大量生産はMACで行われた。イングラムM10をスケールダウンし、.380ACP弾（9x17mm弾）を使用できるように再設計された。当初は9x19mm弾を使用する予定だったが、制御しきれず弱装弾の.380ACP弾に選定された。サイズは大型拳銃並みとなり、ボルトの後退距離が短くなったことにより連射速度がさらに高速化された。大きさは小さいが、外見・内部構造ともM10と同様の設計となっている。
軍用以外にもセミオートのみの市販モデル（拳銃型）が存在し、民間に販売されている。しかし、初期の市販モデルはシアー改造部品を組み込むことで容易にフルオート射撃が可能になるなどしたため、TEC-DC9同様に犯罪に多く用いられた。これにより、一時は販売すらままならなくなり、それ以降は改造がしにくいよう改良を施した製品が再発売された。
軍用モデルと同じく、銃身にはサプレッサー用のネジ加工が施されている。このネジを利用してエクステンションバレルを装着することが可能で、オプションとして用いられている。
MAC社倒産後はSWD社（後のコブライ社）が製造権を取得し、独自の改良を加えて販売を継続している。
- 全長：248mm（ストック収縮時）、460mm（ストック延長時）
- 重量：1,590g
- 口径：9x17mm
- 装弾数：16発または32発
- 連射速度：1,200発/m

### SWD M11/9 もしくは コブライ SMG

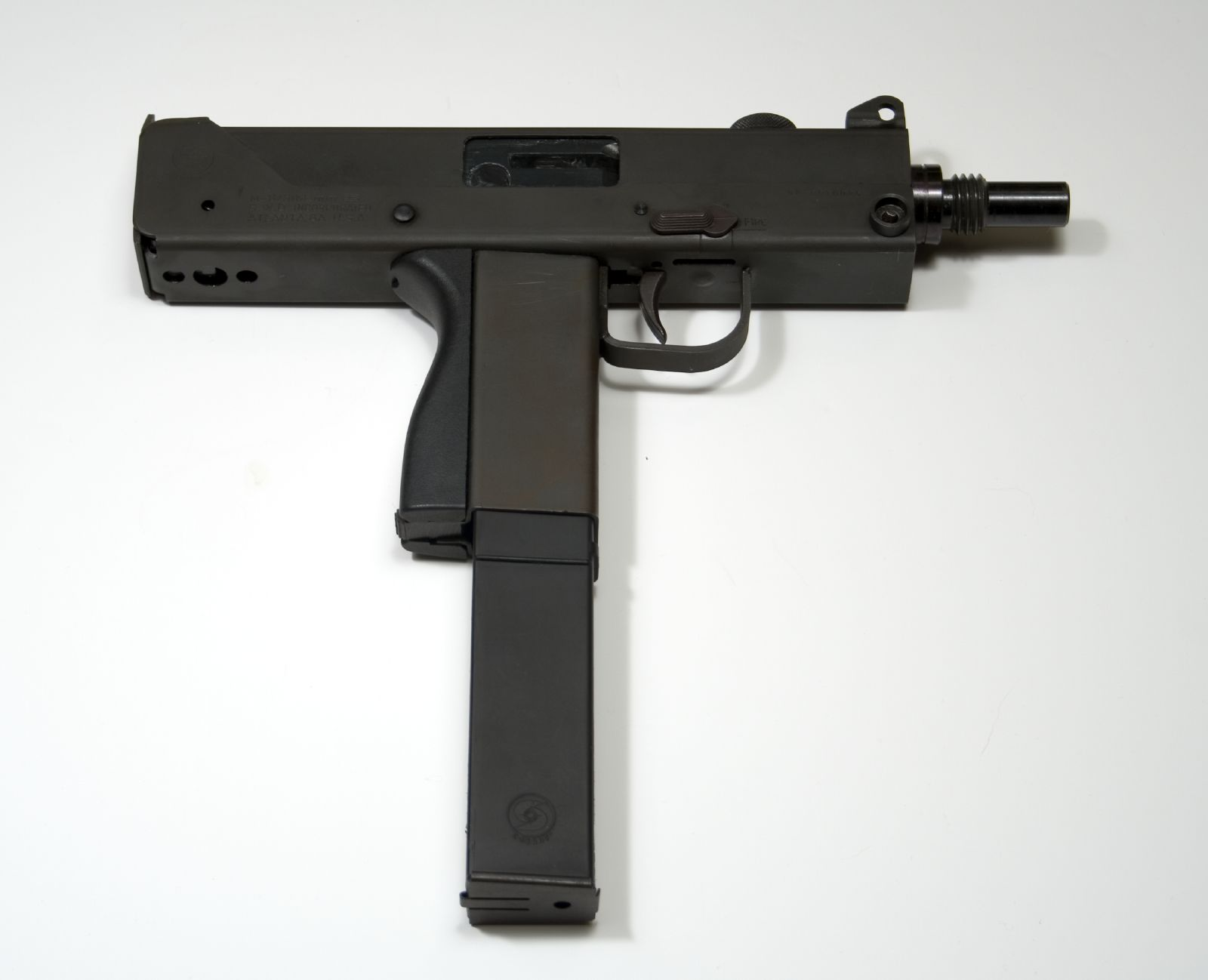
コブライM11 SMG。オリジナルのM10/M11と比べてレシーバー後部が延長されている
写真の銃には本来ついているはずの引き出し式銃床が無い

MAC社倒産後に製造を受け継いだSWD社（後のコブライ社）の改良型。高速連射に伴う、操作性の悪さや作動不良などを改善すべく、1979年に再設計した。9x17mm弾仕様のM11をベースにしているが、口径はM10と同じ9x19mmである。レシーバーの後方を延長しており、全長を長くすることで、ボルトの後退距離を長くした。これにより連射速度を低下させ、安定性を図った。M10・M11の発展型の中では最も高性能の製品である。ただし、コブライ SMGについては、本質的な改善には至っていない。命中精度については、ストックを伸ばしてバレルエクステンションを装着したとしても、フルオートでは10メートル先のドアに全弾当たるかどうか、という程度だという。また、上記の市販型（拳銃型）の販売を考慮し、クローズドボルト仕様の製品も存在する。これにより、ボルトが2つに分割され、閉鎖状態からの発射が可能である。

### マスターピース・アームズ
現在、MAC-11タイプのピストルを製造するマスターピース・アームズ社は、9x19mmや.45ACP以外に.22LR仕様のモデル、ピストル以外にもカービンタイプも製造している。イングラム製のようなプレス加工ではなく、切削加工による製造がされている。

## アメリカでのフルオート射撃競技での使用
イングラム、特にM11/9は安価であり、また、1986年の民間用フルオート火器規制（FOPA86）が始まる前に大量に生産されたことから、アメリカの民間人にとって最も入手しやすいサブマシンガンである。だが、これをアメリカで行われるフルオート銃を使用した射撃競技に使おうとすると、以下のような様々な問題が発生する。
高い連射速度
銃のブレが激しく、無駄弾が多くなりがちであり、頻繁な弾倉交換を強いられる
射手が意識して発射弾数を制御することが難しい
小型・軽量
フルオート火器の大きな反動を射手が受け止め、制御するには構えが不安定になりすぎる
前後照準器間の距離が短すぎ、照準精度が低水準となる
単純な構造
照準器が貧弱で調整不能
ガタの多い銃床と、粗末なストラップによる構えは不安定になりすぎる
このように、射撃競技ではイングラムの特徴が裏目に出てしまう結果となる。そのため、これらの難点を克服するための改造キットが各社より発売されている。これらを組み込むことで、フルオートでの命中精度をH&K MP5並にすることすら可能であるが、元になるM11がオープンボルト式であり現在の軍隊や法執行機関には向いておらず、これらのキットは射撃競技用としてのものである。

## 採用国
- ブラジル
- チリ
- キューバ
- フィリピン
- ポルトガル
- イギリス
- アメリカ
- ユーゴスラビア

## 登場作品

### 映画・テレビドラマ
『CSI:ニューヨーク』
『CSI:マイアミ』
第10シーズン「暗殺者の涙」に登場。
『ULTRAMAN (映画)』
自衛隊特務機関「BCST」所属の自衛官がサプレッサーを装着して使用する。
『科捜研の女』
『仮面ライダーアマゾンズ』
三崎一也が使用する。
『ガンヘッド』（1989年）
Bバンガーのメンバー・ボクサー（斎藤洋介）がイングラムMA11-41を主武装として使用する。
『刑事コロンボ』
「策謀の結末」にMAC10とMAC11が登場。銃の密輸をしているポーリーが「MAC10はMAC11よりも強力だが、高価だ。奇襲をするならMAC11で充分だ」とMAC11を勧める。
『刑事ジョー ママにお手上げ』
『極道の妻たち』
『コップランド』
偽装のために用意するが、救急隊員に川に捨てられる。
『コマンドー』
物語序盤、クック達がローソンを殺害する際に使用。
『殺し屋ハリー/華麗なる挑戦』
爪ことマーヴィン・ザッカーマンが本銃をベースに、つけ替え式の鉄の義手に装着して発砲できるようカスタマイズした短機関銃を使用。
『ゴジラvsビオランテ』
1985年の新宿でバイオメジャーの工作員が自衛隊との銃撃戦で使用する。
『ダイ・ハード3』
テロリストのメインアームとして登場。終盤、敵の船に乗り込んだジョン・マクレーンが敵から奪って使用する。
『沈黙の逆襲』
『トゥルーライズ』
後半で主人公、ハリー・タスカーが「真紅のジハード」構成員から奪って使用。二丁撃ちを披露する。また、ヘレン・タスカーが本銃で「真紅のジハード」に向けて発砲する際、反動に耐え切れずに落下させ暴発させてしまうが、転がりながら暴発し続けるその銃弾は、不思議にも「真紅のジハード」たちに百発百中で命中する。
『ニューヨーク1997』
スネーク・プリスキンが本銃にサプレッサーとスコープを装着したものを使用。
『ネバーセイ・ネバーアゲイン』
終盤の銃撃戦で、ボンドとCIAのフェリックス・ライターが使用。また加勢に駆け付けたアメリカ海軍兵士がM3サブマシンガンとともに使用。
『バーン・ノーティス 元スパイの逆襲』
4期第1話に登場。
『ハウス・オブ・ザ・デッド』
『ブラインド・フューリー』
『マックQ』
『ラスベガス』
『ランボー/怒りの脱出』
ソ連軍に拉致されたジョン・ランボーを救出するために現地の情報員コー・バオがサプレッサーを装備したカスタム品を使用する。
『リーサル・ウェポン3』
フルオートに改造されたMAC10が登場。警察の保管庫から盗まれたという設定で、町のギャングがリッグス、マータフに向けて発砲。その後、マータフの手に渡り、敵を殺害後、徹甲弾を装填した本銃をリッグスへ渡し、ブルドーザーのブレードを貫通させる。

### アニメ・漫画
『EX-VITA』
『HELLSING』
吸血鬼信奉者がグリップ部をUZI風に改造したものを使用する。
『THE IDOLM@STAR』
アニメ版第17話にて『タイムクライシス4』や『ザ・ハウス・オブ・ザ・デッド 4』を元にしたアーケードゲームのコントローラーとして登場。
『UN-GO』
11話に登場。
『暗殺教室』
死神が二丁持ちで使用。
『今際の国のアリス』
『うぽって!!』
『銀のケルベロス』
『こちら葛飾区亀有公園前派出所』
ボルボ式射撃特訓の巻に登場。
『さばげぶっ!』
豪徳寺かよが二丁持ちで使用。
『屍姫』
『史上最強の弟子ケンイチ』
『チェイサー朱理』
『烏丸学園ガンスモーキーズ』
エアガンが登場。
『トランジスタ・ティーセット〜電気街路図〜』
『ブラック・ジョーク』
単行本6巻にてサンドマンが所持。
『めだかボックス』
『ヨルムンガンド』
SR班の鏑木がM11にサプレッサーを装着して使用。
『ルパン三世VS名探偵コナン』
『ルパン三世 血の刻印 〜永遠のMermaid〜』
『巨神ゴーグ』

### 小説
『Cの福音』
『犬の力』
『けんぷファー』
『ドレスデン・ファイル』
『バトル・ロワイアル』
『緋弾のアリアAA』

### ゲーム
『Alliance of Valiant Arms』
韓国では課金武器であるJEWELカプセルに登場。しかし、日本では無課金であるユーロカプセルから入手可能。
『Far Cry 2』
『OPERATION7』
『Operation Flashpoint: Cold War Crisis』
レジスタンス陣営で使用可能な拳銃として登場する。
『PAYDAY: The Heist』
「Mark 11」の名称で登場。サプレッサー付。プレイヤーが装備できる他、敵キャラクターとして登場するギャングも装備している。
『Postal 2 Eternal Damnation』
『Saints Row 4』
「Rapid Fire SMG」のスキンの1つである「Magna 10mm」として登場。サプレッサーが装着されている。
『WarRock』
「MAC10」の名称で登場する。ゲーム内通貨で購入可能。
『X operations』
「MAC10」の名称で登場。
『怪盗ロワイヤル-zero-』
「サブマシンガン」の名称で登場。
『カウンターストライク』
ゲーム中テロリストのみが購入可能。.45口径弾を使用し威力が高いが命中精度が低い。
『グランド・セフト・オートシリーズ』
『GTA:VC』
『GTA:LCS』
『GTA:VCS』
上記3作品に登場。共通の特徴として、走りながら射撃が可能。『GTA:VCS』に限り、サプレッサーが装着されている。
『コール オブ デューティ ブラックオプス』
ストックレス仕様のM11が登場する。
『シークレット・サービス』
『バイオハザードシリーズ』
『バイオハザード2』
レオン編及びクレア編にて「サブマシンガン」の名称で登場。シナリオの影響で表編で入手すると裏編では入手できなくなる。
『バイオハザード CODE:Veronica』
「サブマシンガン」の名称で登場。スティーブ及びクリスがカスタムパーツ無しで2丁拳銃で使用する。
『バイオハザード RE:2』
クレア編にて「MQ 11」の名称でM11が登場。ゲーム内ではカスタムアイテムとして、サプレッサーやロングマガジンも登場している。
『バトルフィールド ハードライン』
「MAC-10」という名称で登場。
『マーセナリーズ2 ワールド イン フレームス』
「マシンピストル」の名称で登場する。海賊とギャングが使用する。
『メタルギアシリーズ』
『メタルギア』
M11が登場する。サプレッサー装着可。
『メタルギア2 ソリッドスネーク』
同上
『メタルギアソリッド ポータブル・オプス』
M10が登場する。サプレッサー装着可。
『メタルギアソリッド4』
「MAC-10」と言う名称で登場する。ドレビンズショップにて購入可能。
『メタルギアソリッド ピースウォーカー』
M10が登場する。開発を進めることでサプレッサー装着型及びエクステンションバレル装着型が使用可能になる。